# Protimolová úprava textilií

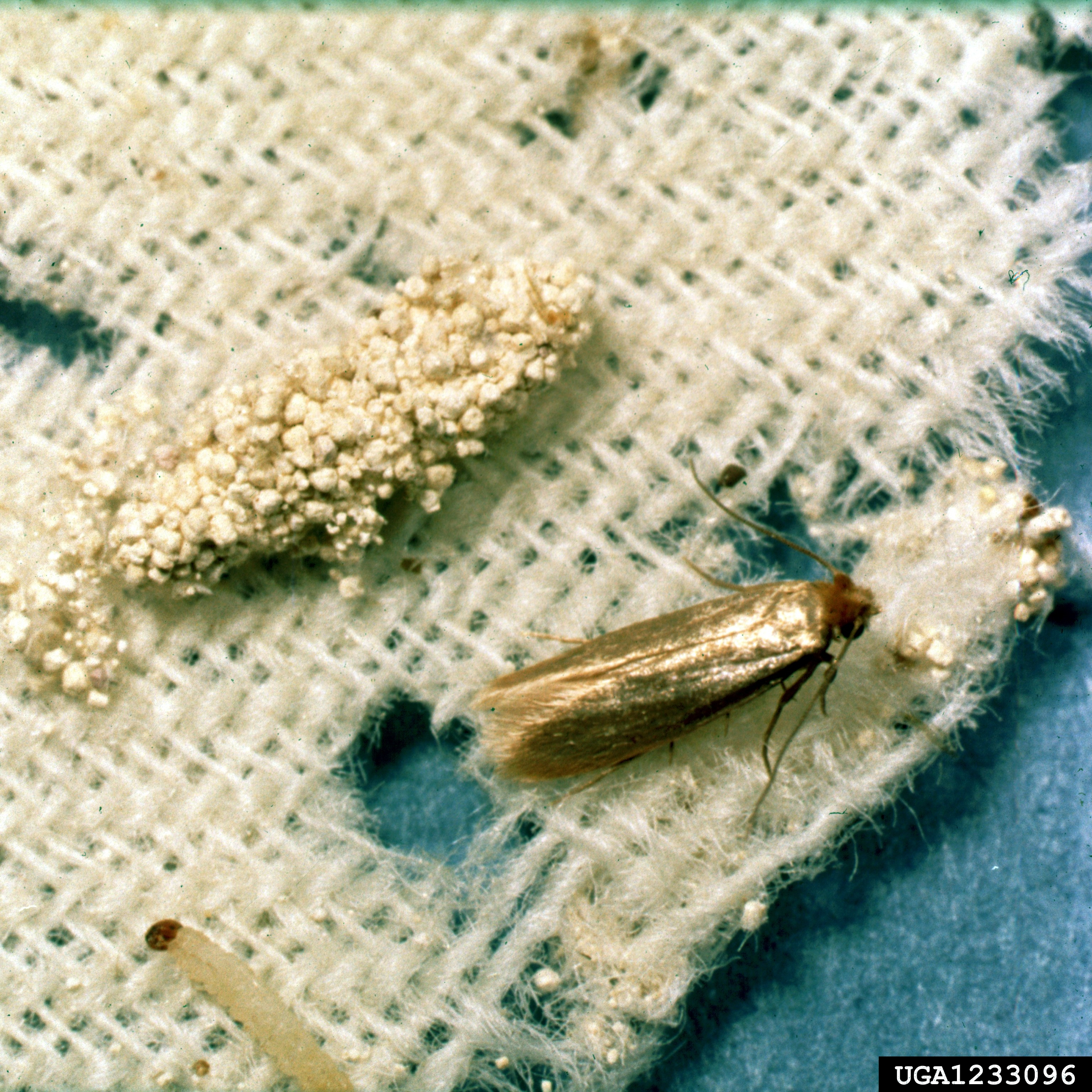
Tkanina zničená molem šatním (dole: larva a dospělý motýl)

Protimolová úprava textilií je způsob ochrany živočišných textilních vláken proti poškození larvami molů a kobercových nebo kožešinových brouků.
K ochraně textilie se dříve používaly tzv. dýchací jedy jako např. naftalen nebo přírodní látky, např. levandule, ty však nechrání dostatečně a neúčinkují trvale. .
Moderní protimolová úprava spočívá v napouštění vláken aromatickými deriváty, jako je např. Eulan, které se přidávají (např. 1 %) do kyselých nebo bazických textilních barviv a tvoří solné sloučeniny. Tyto chemikálie nejsou žádné požerové jedy, jsou to látky způsobující přerušení strávení keratinu, takže larvy vyhladoví.

Chemické složení eulanu

Eulan se začal prakticky používat v roce 1922. Patent, který vlastnila firma Bayer v Leverkusenu, platil jen do roku 1988, potom přišly na trh produkty jiných výrobců s označením např. Eulan SP nebo Eulan NK (halogenizované sloučeniny) s podobným účinkem
Možné negativní účinky na lidské zdraví se udávají např. při použití Eulanu WA:
Akutní toxicita = 200 mg/kg
Chronická toxicita = 3mg/kg